# بنجامين كونكل
بنجامين كونكل (بالإنجليزية: Benjamin Kunkel)‏ (14 ديسمبر 1972، كولورادو في الولايات المتحدة)؛ كاتب، مؤلف وروائي أمريكي.

## روابط خارجية
- بنجامين كونكل على موقع ميوزك برينز (الإنجليزية)
- بنجامين كونكل على موقع ديسكوغز (الإنجليزية)